# Mezdour
Mezdour là một đô thị thuộc tỉnh Bouira, Algérie. Dân số thời điểm năm 2002 là 10.723 người.